# فکر کردن به تو (ترانه کیتی پری)
«فکر کردن به تو» (به انگلیسی: Thinking of You) نام تک‌آهنگی از کیتی پری، هنرمند و خوانندهٔ اهل آمریکا است. فکر کردن به تو به عنوان سومین تک‌آهنگ از آلبوم او به شمار می‌رود.
این آهنگ در آمریکا به رتبه ۱۱ رسید و بیش از یک میلیون نسخه به فروش رفت که یک گواهی پلاتینیوم هم در کشور آمریکا به دست آورد.
فکر کردن به تو از نظر فروش و چارت‌های موسیقی موفقیت‌های مهمی بدست نیاورد اما در بین طرفداران پری بسیار محبوب است.
موزیک ویدئو این آهنگ هم در سال ۲۰۰۷ فیلم برداری شد و تم این آهنگ مربوط به سال‌های ۱۹۴۰ میلادی می‌باشد.